# Aeschropteryx transpectens
Aeschropteryx transpectens är en fjärilsart som beskrevs av Walker 1860. Aeschropteryx transpectens ingår i släktet Aeschropteryx och familjen mätare. Inga underarter finns listade i Catalogue of Life.